# Guan Yu
Guan Yu (160 - 219) was een generaal onder de krijgsheer Liu Bei tijdens de Oostelijke Han-dynastie. Hij speelde een belangrijke rol in de overgangsperiode tussen de Han-dynastie en de periode van de Drie Koninkrijken in China.
In latere dynastieën werd hij vereerd als een oorlogsgod. Die verering bereikte een hoogtepunt tijdens de Ming-dynastie vanwege het verschijnen in de 14e eeuw van de historische roman Roman van de Drie Koninkrijken van Luo Guanzhong. In die roman werden de daden van onder meer Guan Yu beschreven. In het hoofdstuk 77 van de in totaal 120 hoofdstukken werd Guan Yu goddelijk verklaard. Het boek wordt gezien als een van de vier klassieke romans (sida qishu, 四大奇書) van de Chinese literatuur, met een totaal van 800.000 karakters, 1191 personages en 120 hoofdstukken.

## Opname in het boeddhistische pantheon
Even na het midden van de 18e eeuw bereikte het rijk van de Qing-dynastie zijn grootste omvang. Vanaf die periode gingen de keizers in hun religieuze politiek een beleid voeren ten aanzien van het syncretiseren van met name boeddhistische en Chinese godheden. De Mantsjoes  voelden een grote bewondering voor Guan Yu. De eerste vertaling van de Roman van de Drie Koninkrijken in het Mantsjoe kwam al in 1647 uit.
De derde Changkya Koetoektoe, Rölpe Dorje (1717-1786), de belangrijkste adviseur van de keizer Qianlong (1711-1799), schreef een Gebed voor Guan Yu. In dit werk syncretiseert hij Guan Yu met de boeddhistische godheden Guhyasamaja, Chakrasamvara en Yamantaka. Guan Yu wordt hierin vereerd als de verspreider van het boeddhisme en die zich richt op de pacificatie van allen die in het (Chinese) Rijk leven.
In de 19e eeuw lieten Chinese keizers en met name Jiaqing (1760-1820) en Daoguang (1782-1850) honderden tempels voor Guan Yu bouwen in de grensprovincies van het Chinese rijk en Mantsjoerije, het gebied waaruit hun dynastie afkomstig was. 
Vanaf begin 19e eeuw werd Guan Yu ook gesyncretiseerd met Koning Gesar.

## In het taoïsme

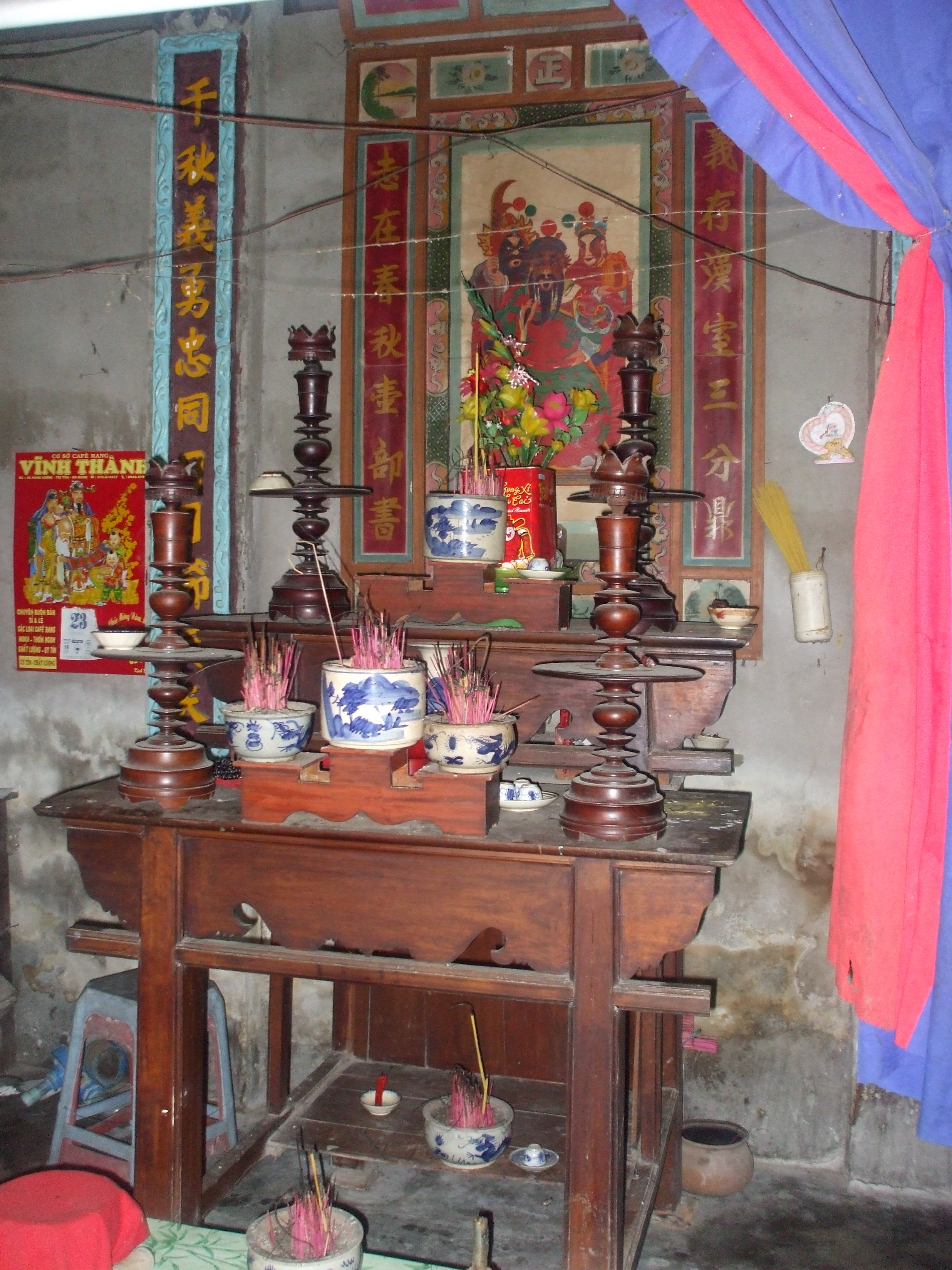
Altaar van Guan Yu

Eerder waren taoïstische divinatierituelen al verbonden met Guan Yu. In de 19e eeuw werden die gesyncretiseerd met eveneens Koning Gesar. Teksten met voorspellingen van Guan Yu voor het komende jaar waren zeer populair. De teksten werden verspreid in de vorm van kettingbrieven. Personen die de brieven kopieerden werd vrijwaring van ongeluk in het komende jaar verzekerd.
De grootste - taoïstische - tempel van Guan Yu in China is in  Xiezhou, nabij Yuncheng in de provincie Shanxi.
In het Chinese volksgeloof wordt Guan Yu vereerd als de god van de oorlog en overwinning. Daarom staat zijn beeldje vaak in Hongkongse politiebureaus. Als taoïstische godheid wordt hij Guandi en Guangong genoemd.